# Fosca
Fosca és una òpera en quatre actes composta per Antônio Carlos Gomes sobre un llibret italià d'Antonio Ghislanzoni, basat en La festa delle Marie de Luigi Capranica. S'estrenà al Teatro alla Scala de Milà el 16 de febrer de 1873.